# Анна Свидницкая
А́нна Сви́дницкая (или Шва́йдницкая; нем. Anna von Schweidnitz, чеш. Anna Svídnická, пол. Anna świdnicka, 1339—1362) — третья жена Карла IV, императрица Священной Римской империи, королева Германии и Чехии.

## Биография
Анна была дочерью герцога Генриха II Свидницко-Яворского, принадлежавшего к силезской ветви династии Пястов. В возрасте одиннадцати лет она была помолвлена с Венцелем, новорождённым сыном Карла IV, но Венцель умер в младенчестве, а два года спустя умерла и его мать Анна Баварская. Тогда император решил сам жениться на Анне Швайдницкой. Этот брак был необходим для реализации планов, которые разрабатывал ещё его отец Иоганн Люксембургский, по подчинению чешской короне силезских княжеств. Опекун Анны, герцог Болко II Свидницко-Яворский, завещал ей и её потомкам свои владения. По прошению епископа Арношта, папа Иннокентий VI официально разрешил свадьбу Анны (это было необходимо, так как она приходилась жениху троюродной племянницей).
В 1355 году Анна вместе с супругом была коронована в Риме как императрица Священной Римской империи.

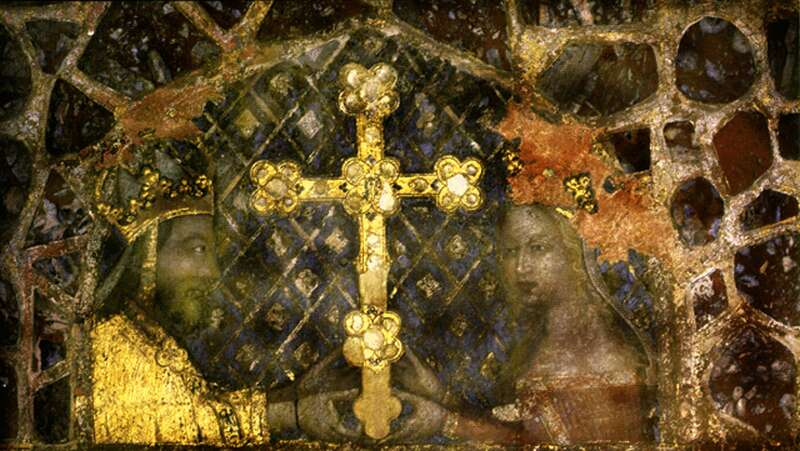
Карл IV и Анна Свидницкая. Фреска в капелле замка Карлштейн

В государственных делах Карла Анна принимала мало участия, хотя бывала с ним на совещаниях и переговорах.
В 1358 году она родила дочь Елизавету (названную в честь Элишки Пржемысловны), а в 1361 — наследника престола, Венцеля. Ещё год спустя, в возрасте двадцати трёх лет, Анна умерла в родах. Она похоронена в Праге, в соборе Святого Вита.